# Mšené-lázně
Mšené-lázně é uma comuna checa localizada na região de Ústí nad Labem, distrito de Litoměřice.